# Сичуань
Сичуань (кит.: 四川; піньїнь: Sìchuān) — провінція на півдні центральної частини КНР. Столиця і найбільше місто — Ченду. Площа 485 000 км² (5-е місце серед провінцій). Населення 87,25 млн чоловік (3-є місце серед провінцій; дані 2004 р.).

## Адміністративний поділ
Сичуань поділяється на 18 міських і 3 автономні округи:
| Карта                        | Українська назва        | Китайська назва    | Піньінь                      |
| ---------------------------- | ----------------------- | ------------------ | ---------------------------- |
| Місто субпровінційного рівня |                         |                    |                              |
|                              | Ченду                   | 成都市             | Chéngdū Shì                  |
| Міські округи                |                         |                    |                              |
|                              | Бачжун                  | 巴中市             | Bāzhōng Shì                  |
|                              | Дачжоу                  | 达州市             | Dázhōu Shì                   |
|                              | Деян                    | 德阳市             | Déyáng Shì                   |
|                              | Гуан'ань                | 广安市             | Guǎng'ān Shì                 |
|                              | Гуан'юань               | 广元市             | Guǎngyuán Shì                |
|                              | Їбінь                   | 宜宾市             | Yíbīn Shì                    |
|                              | Лешань                  | 乐山市             | Lèshān Shì                   |
|                              | Лучжоу                  | 泸州市             | Lúzhōu Shì                   |
|                              | Мейшань                 | 眉山市             | Méishān Shì                  |
|                              | Мяньян                  | 绵阳市             | Miányáng Shì                 |
|                              | Наньчун                 | 南充市             | Nánchōng Shì                 |
|                              | Нейцзян                 | 内江市             | Nèijiāng Shì                 |
|                              | Паньчжихуа              | 攀枝花市           | Pānzhīhuā Shì                |
|                              | Суйнін                  | 遂宁市             | Sùiníng Shì                  |
|                              | Цзигун                  | 自贡市             | Zìgòng Shì                   |
|                              | Цзиян                   | 资阳市             | Zīyáng Shì                   |
|                              | Яань                    | 雅安市             | Yǎ'ān Shì                    |
| Автономні префектури         |                         |                    |                              |
|                              | Гарцзе-Тибетська        | 甘孜藏族自治州     | Gānzī Zàngzú Zìzhìzhōu       |
|                              | Ляншань-Їська           | 凉山彝族自治州     | Liángshān Yízú Zìzhìzhōu     |
|                              | Нгава-Тибетсько-Цянська | 阿坝藏族羌族自治州 | Ābà Zàngzú Qiāngzú Zìzhìzhōu |